# Mamdouh Salem

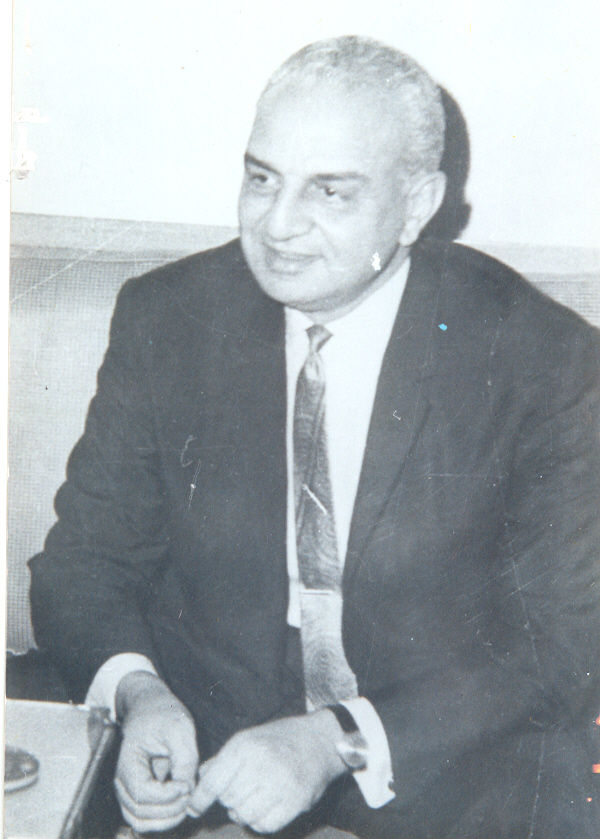
Mamdouh Salem

Mamdouh Salem Muhammad (em árabe: ممدوح سالم, IPA: [mæmˈduːħ mæˈħæmmæd ˈsæːlem]; 7 de maio de 1918 – 24 de fevereiro de 1988) foi o 39.º primeiro-ministro do Egipto de 16 de abril de 1975 a 2 de outubro de 1978.

## Biografia
Salem nasceu em Alexandria, Egipto. Ele serviu como governador de Asyut, Gaarbiya e Alexandria de 1967 a 1971 e, em seguida, serviu como Ministro do Interior. Em 1976, ele fundou e dirigiu o partido Socialista Árabe Egípcio.